# ロンドン・コーリング (映画)
『ロンドン・コーリング ザ・ライフ・オブ・ジョー・ストラマー』（Joe Strummer: The Future Is Unwritten）は、ジュリアン・テンプル監督による2007年のドキュメント映画。イギリスのパンク・ロックバンド、ザ・クラッシュのリードシンガー、ジョー・ストラマーの生涯を綴る。2007年1月20日にサンダンス映画祭で初上映された、ダブリン国際映画祭でも2007年2月24日に上映された。
イギリスでの公開は2007年5月18日。続いてオーストラリアで8月31日、日本で9月8日、アメリカ合衆国では11月2日に限定公開された。

## キャスト
特記ない限りすべて本人役。
- ディック・エヴァンス
- ピーター・カッシング - ウィンストン・スミス役（記録映像）
- ジョン・キューザック
- アンソニー・キーディス（レッド・ホット・チリ・ペッパーズ）
- アラスデア・ギリーズ
- イアン・ギリーズ
- ボビー・ギレスピー（プライマル・スクリーム）
- ジョン・クーパー・クラーク
- ジム・ジャームッシュ
- ミック・ジャガー（記録映像）
- スティーヴ・ジョーンズ
- ミック・ジョーンズ
- マーティン・スコセッシ
- ジョー・ストラマー
- テリー・チャイムズ
- マット・ディロン
- ジョニー・デップ
- ブリジット・バルドー （記録映像）
- トッパー・ヒードン
- スティーヴ・ブシェミ
- フリー（レッド・ホット・チリ・ペッパーズ）
- ジャスティン・フリシュマン（記録映像）
- ボノ (U2)
- ドン・レッツ
- バーニー・ローズ

## 評価
評論家にはおおむね好評であった。映画批評サイト「腐ったトマト」(Rotten Tomatoes) の2007年11月3日時点の集計によれば、25のレヴューのうち84%が好反応を示している。メタクリティックでは11のレヴューの統計で、100点満点中、平均77点を受けた。
オースティン・クロニクルのマーク・サヴロフは2007年の8番目の映画と評価した。またサロンのStephanie Zacharekは同年の9番目と評価した。

## 興行収入
2008年1月3日の時点で、アメリカとカナダで239,149ドルの収入。2007年12月16日時点でのその他の地域での収入は718,872ドルとなっている。